# 国鉄3300形蒸気機関車

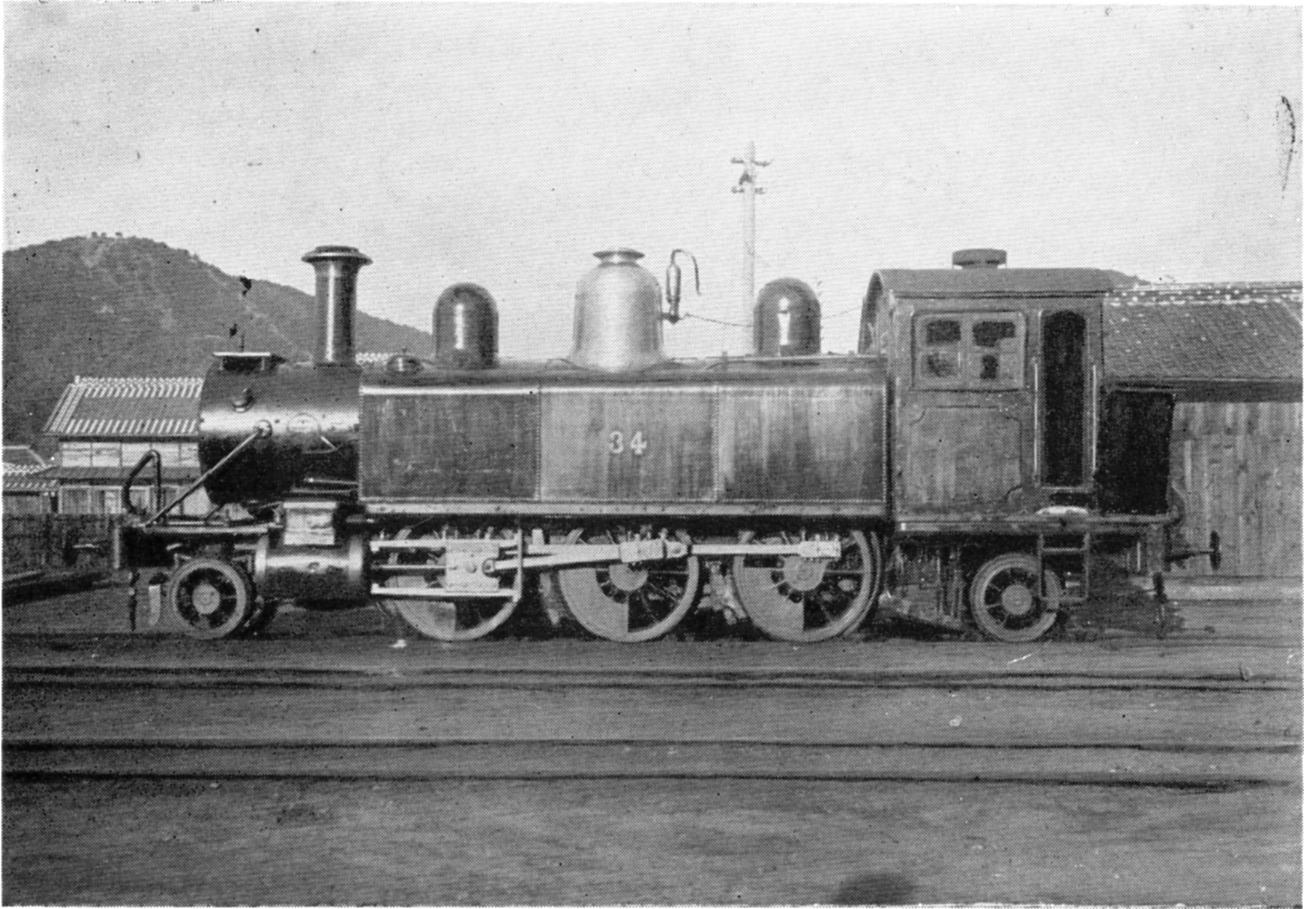
山陽鉄道 34（後の鉄道院 3302）

3300形は、かつて日本国有鉄道およびその前身である鉄道院・鉄道省に在籍したタンク式蒸気機関車である。

## 概要
アメリカ合衆国のボールドウィン・ロコモティブ・ワークスから輸入された、車軸配置2-6-2(1C1)の単式2気筒の飽和式のタンク機関車である。3030形や3250形とは寸法がやや大きい程度の同系車で、メーカー規格では10-24 1/4Dである。また、山陽鉄道32形（後の鉄道院3360形）は、本形式をヴォークレイン4気筒複式にした同系機である。
大きさが手頃で貨物用や勾配線用に適したため、筑豊鉄道（初代）、播但鉄道、豊州鉄道（初代）および山陽鉄道により計24両が導入された。1906年（明治39年）に制定された鉄道国有法により、九州鉄道（初代）、山陽鉄道を経由して全車が官設鉄道に編入されている。全車が全く同形態というわけでなく、導入した会社によって諸元や形態に若干の差があった。

## 筑豊鉄道
筑豊鉄道では、1890年（明治23年）から1895年（明治28年）にかけて、12両が導入された。1897年（明治30年）に筑豊鉄道が九州鉄道に営業譲渡したのにともない、九州鉄道の73形となった。その状況は、次のとおりである。
- 1890年製（2両）
  - 製造番号11123 - 筑豊鉄道3 → 九州鉄道73
  - 製造番号11124 - 筑豊鉄道4 → 九州鉄道74
- 1893年製（5両）
  - 製造番号13766 - 筑豊鉄道10 → 九州鉄道80
  - 製造番号13767 - 筑豊鉄道11 → 九州鉄道81
  - 製造番号13770 - 筑豊鉄道12 → 九州鉄道82
  - 製造番号13771 - 筑豊鉄道13 → 九州鉄道83
  - 製造番号13779 - 筑豊鉄道14 → 九州鉄道84
- 1894年製（3両）
  - 製造番号14034 - 筑豊鉄道17 → 九州鉄道87
  - 製造番号14035 - 筑豊鉄道18 → 九州鉄道88
  - 製造番号14037 - 筑豊鉄道19 → 九州鉄道89
- 1895年製（2両）
  - 製造番号14388 - 筑豊鉄道27 → 九州鉄道97
  - 製造番号14389 - 筑豊鉄道28 → 九州鉄道98

また、1898年（明治31年）4月8日に幸袋駅構内で入換作業中の13号（九州鉄道83号）のボイラー破裂事故が発生しているが、修復された。日本の鉄道事故 (1949年以前)#九州鉄道蒸気機関車ボイラー破裂事故も参照。

## 播但鉄道・山陽鉄道
播但鉄道では1893年（明治26年）に4両（1 - 4）が開業用として用意されたが、翌年に2が山陽鉄道に譲渡され6形とされるとともに、山陽鉄道では2両を増備し、同形式に編入した。播但鉄道では、欠番を埋めるため、4を2代目の2としている。その後、1903年（明治36年）に播但鉄道が山陽鉄道に営業譲渡したのにともない、播但鉄道に残っていたL1形（1 - 3）が23形として山陽鉄道に編入された。1894年（明治27年）に譲り受けた1両と1903年に編入された3両は同形のはずであるが、形式が分かれた理由は不明である。その状況は、次のとおりである。
- 1893年製（4両）
  - 製造番号13838 - 播但鉄道1 → 山陽鉄道113
  - 製造番号13840 - 播但鉄道2 → 山陽鉄道34
  - 製造番号13842 - 播但鉄道3 → 山陽鉄道115
  - 製造番号13843 - 播但鉄道4 → 2[II] → 山陽鉄道114
- 1894年製（2両）
  - 製造番号14108 - 山陽鉄道32
  - 製造番号14109 - 山陽鉄道33

## 豊州鉄道
豊州鉄道では、1894年と1896年（明治29年）に3両ずつ計6両が導入された。豊州鉄道は1901年に九州鉄道へ営業譲渡したため、同社の167形とされた。先に編入されていた旧筑豊鉄道の同形車と同じ形式にならなかったが、その理由は不明である。
- 1894年製（3両）
  - 製造番号14061 - 豊州鉄道2 → 九州鉄道167
  - 製造番号14062 - 豊州鉄道3 → 九州鉄道168
  - 製造番号14063 - 豊州鉄道4 → 九州鉄道169
- 1896年製（3両）
  - 製造番号14800 - 豊州鉄道6 → 九州鉄道171
  - 製造番号14801 - 豊州鉄道7 → 九州鉄道172
  - 製造番号14802 - 豊州鉄道8 → 九州鉄道173

## 1909年改番時の状況
鉄道国有法による私設鉄道の国有化を受けて、1909年に制定された鉄道院の車両形式称号規程では、3300形が与えられ、3300 - 3323と改められた。改番の状況は、次のとおりである。
- 3300 ← 山陽鉄道32
- 3301 ← 山陽鉄道33
- 3302 ← 山陽鉄道34
- 3303 ← 山陽鉄道113
- 3304 ← 山陽鉄道114
- 3305 ← 山陽鉄道115

- 3306 ← 九州鉄道73
- 3307 ← 九州鉄道74
- 3308 ← 九州鉄道80
- 3309 ← 九州鉄道81
- 3310 ← 九州鉄道82
- 3311 ← 九州鉄道83

- 3312 ← 九州鉄道84
- 3313 ← 九州鉄道87
- 3314 ← 九州鉄道88
- 3315 ← 九州鉄道89
- 3316 ← 九州鉄道97
- 3317 ← 九州鉄道98

- 3318 ← 九州鉄道167
- 3319 ← 九州鉄道168
- 3320 ← 九州鉄道169
- 3321 ← 九州鉄道171
- 3322 ← 九州鉄道172
- 3323 ← 九州鉄道173

## 廃車と譲渡
国有化後の本形式は、旧山陽鉄道のものは姫路から梅小路、広島、下関に移り、旧九州鉄道のものは大里、若松、行橋、大分、熊本などに分散して配置され、貨物列車牽引用や入換用として使用された。
廃車は1918年（大正7年）の3310、1922年（大正11年）の3314から始まった。1926年には、神戸鉄道局に4両、門司鉄道局に14両、建設局に4両の配置であった。1927年（昭和2年）から1932年（昭和7年）にかけて、次の13両が民間に払下げられている。下記のうち、佐久鉄道に払下げられたものは、1934年（昭和9年）の同鉄道の国有化により再び国有鉄道籍となった。佐久鉄道では3301 - 3303に番号を揃えていたため、書類上は国有鉄道時代の番号に戻されたが、2両は佐久鉄道時代のナンバープレートを外さないまま、再び払い下げられた。
- 3300（1927年） → 相模鉄道3300（1932年廃車）
- 3301（1927年） → 相模鉄道3301（1932年廃車）
- 3302（1927年） → 片上鉄道4（1951年廃車）
- 3303（1927年） → 佐久鉄道3303 → 国有鉄道3303
- 3306（1927年） → 相模鉄道3306（1932年廃車）
- 3308（1928年） → 片上鉄道5 → 鉄道車両工業5（1940年譲受）
- 3309（1927年） → 佐久鉄道3302 → 国有鉄道3309 → 片上鉄道8（1936年譲受。1953年廃車）
- 3311 → 明治鉱業平山鉱業所（1959年廃車）
- 3313（1927年） → 佐久鉄道3301 → 国有鉄道3313 → 片上鉄道9（1935年譲受。1955年廃車）
- 3315（1932年） → 片上鉄道6（1951年廃車）
- 3316（1927年） → 王子製紙豊原工場
- 3317（1929年） → 横荘鉄道5（1950年廃車）
- 3319（1927年） → 相模鉄道3319（1932年廃車）

本形式が最終的に国有鉄道から除籍されたのは、1950年（昭和25年）の3323（建設局所属）であった。

## 主要諸元
3300 - 3302の諸元を示す。
- 全長 : 10,021mm
- 全高 : 3,632mm
- 全幅 : 2,680mm
- 軌間 : 1,067mm
- 車軸配置 : 2-6-2(1C1)
- 動輪直径 : 1,270mm
- 弁装置 : スチーブンソン式アメリカ型

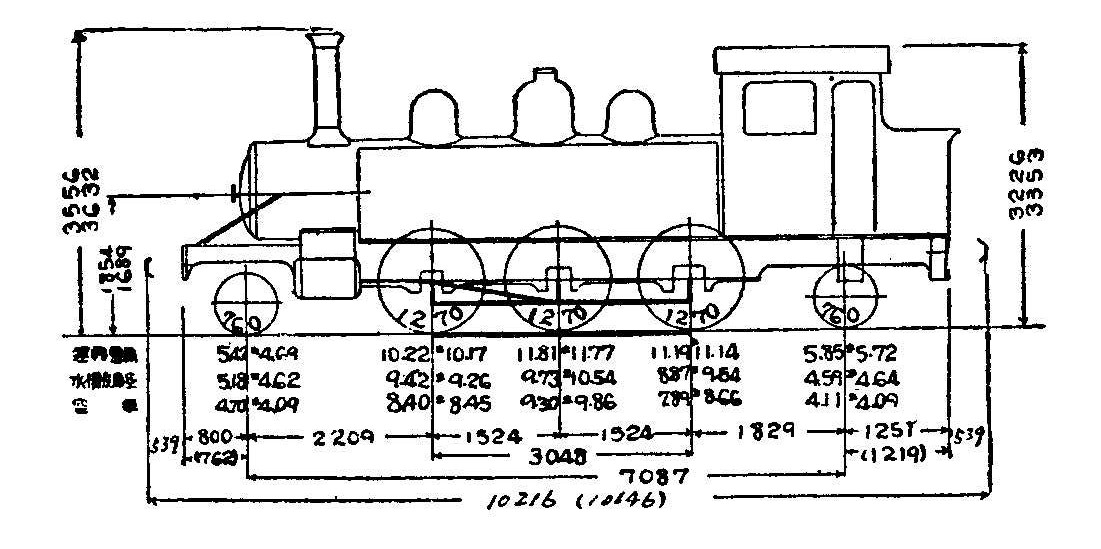
形式図

- シリンダー（直径×行程） : 381mm×559mm
- ボイラー圧力 : 9.2kg/cm2
- 火格子面積 : 1.58m2
- 全伝熱面積 : 81.0m2
  - 煙管蒸発伝熱面積 : 73.1m2
  - 火室蒸発伝熱面積 : 7.9m2
- ボイラー水容量 : 2.7m3
- 小煙管（直径×長サ×数） : 45mm×2,845mm×184本
- 機関車運転整備重量 : 44.49t
- 機関車空車重量 : 34.40t
- 機関車動輪上重量（運転整備時） : 33.22t
- 機関車動輪軸重（第2動輪上） : 11.81t
- 水タンク容量 : 4.2m3
- 燃料積載量 : 1.33t
- 機関車性能
  - シリンダ引張力 （0.85P）: 5,320kg
- ブレーキ装置 : 手ブレーキ、蒸気ブレーキ